# Ceriana rieki
Ceriana rieki är en tvåvingeart som först beskrevs av Goot 1964.  Ceriana rieki ingår i släktet griffelblomflugor, och familjen blomflugor. Inga underarter finns listade i Catalogue of Life.